# Élections législatives norvégiennes de 1993
Les élections législatives norvégiennes de 1993 (Stortingsvalet 1993, en norvégien) se sont tenues le 13 septembre 1993, afin d'élire les cent soixante-cinq députés du Storting pour un mandat de quatre ans.

## Contexte
La Norvège au moment des élections est à un an du référendum sur l'adhésion à l'Union européenne. La campagne fait déjà rage et le positionnement de chacun des partis a des répercussions sur ses résultats électoraux.

## Analyse

### Les partis prônant le "Non" au référendum
Le grand gagnant fut le Parti du centre (Senterpartiet-SP) car il a axé sa campagne sur le référendum à venir en se montrant le plus hostile à l'adhésion de la Norvège à l'UE. À tel point qu'Anne Enger fut surnommée Nei-dronningen (la reine du Non).
Pour le Parti populaire chrétien et le Parti social-libéral (Venstre) les changements furent moindre si ce n'est que Venstre fit son retour au Storting après huit ans d'absence.
Le Parti socialiste de gauche fut le grand perdant du camp du Non en perdant quatre sièges, ce qui s'explique par la volonté du parti à ne pas avoir voulu se montrer trop anti-européen.

### Les partis prônant le "Oui" au référendum
Le Parti conservateur perd 5,2 % et pas moins d'un quart de ses députés. S'il s'agit d'une véritable gifle pour ce parti, ce n'est rien par rapport à la véritable déroute que connait le Parti du progrès qui perd plus de la moitié de ses suffrages et de ses députés.
Seul le Parti travailliste échappe à la catastrophe et fait même mieux que résister puisqu'il gagne 2,6 % et quatre députés.

## Résultats
Le bloc de gauche totalise 81 mandats (Ap 67, SV 13, RV 1), et perd donc un mandat au total. Le bloc bourgeois perd au total 22 mandats et compte 52 députés  (H 28, Frp 10, Krf 13, V 1). Le grand gagnant est donc le Parti du centre (Sp), qui passe de 21 à 32 députés. Le troisième gouvernement Brundtland est un gouvernement minoritaire intégralement composé de membres du parti travailliste mais soutenu par le parti du centre et le Parti socialiste de gauche.
|                        |                                            |           |       |       |        |               |  |
| Partis                 | Partis                                     | Voix      | %     | +/-   | Sièges | +/−           |  |
|                        | Parti travailliste (Ap)                    | 908 724   | 36,91 | 2,64  | 67     | 4             |  |
|                        | Parti conservateur (H)                     | 419 373   | 17,03 | 5,20  | 28     | 9             |  |
|                        | Parti du centre (Sp)                       | 412 187   | 16,74 | 10,27 | 32     | 21            |  |
|                        | Parti socialiste de gauche (SV)            | 194 633   | 7,91  | 2,17  | 13     | 4             |  |
|                        | Parti populaire chrétien (KrF)             | 193 885   | 7,88  | 0,61  | 13     | 1             |  |
|                        | Parti du progrès (FrP)                     | 154 497   | 6,28  | 6,76  | 10     | 12            |  |
|                        | Parti libéral (V)                          | 88 985    | 3,61  | 0,41  | 1      | 1             |  |
|                        | Alliance électorale rouge (RV)             | 26 360    | 1,07  | 0,23  | 1      | 1             |  |
|                        | Parti des retraités (PP)                   | 25 835    | 1,05  | 0,75  | 0      | en stagnation |  |
|                        | Parti de la Patrie (FLP)                   | 11 694    | 0,47  | Nv.   | 0      | en stagnation |  |
|                        | Coalition pour un Nouvel Avenir (SNF)      | 8 777     | 0,36  | Nv.   | 0      | en stagnation |  |
|                        | Parti de l'environnement - Les Verts (MDG) | 3 054     | 0,12  | 0,26  | 0      | en stagnation |  |
|                        | Autres partis                              | 13 945    | 0,57  | -     | 0      | -             |  |
|                        |                                            |           |       |       |        |               |  |
| Suffrages exprimés     | Suffrages exprimés                         | 2 461 949 | 99,57 |       |        |               |  |
| Votes blancs et nuls   | Votes blancs et nuls                       | 10 602    | 0,43  |       |        |               |  |
| Total                  | Total                                      | 2 472 551 | 100   | -     | 165    | en stagnation |  |
| Abstentions            | Abstentions                                | 787 406   | 24,15 |       |        |               |  |
| Inscrits/Participation | Inscrits/Participation                     | 3 259 957 | 75,85 |       |        |               |  |